# (15762) Rühmann
(15762) Rühmann ist ein Asteroid des Hauptgürtels, der am 21. September 1992 von Freimut Börngen am Observatorium der Thüringer Landessternwarte Tautenburg entdeckt wurde.
Der Asteroid ist nach dem deutschen Schauspieler Heinz Rühmann benannt.